# Anaphes alaskae
Anaphes alaskae är en stekelart som beskrevs av Annecke och Doutt 1961. Anaphes alaskae ingår i släktet Anaphes och familjen dvärgsteklar. Inga underarter finns listade i Catalogue of Life.